# Spiel ohne Grenzen 1976
Bei der 12. Ausgabe von Spiel ohne Grenzen spielten wieder dieselben Länder wie in den Jahren davor mit. In der 7. Runde spielte Liechtenstein anstelle einer Schweizer Mannschaft. Dies blieb die einzige Teilnahme der Liechtensteiner in der gesamten Geschichte von Spiel ohne Grenzen.

## 1. RundeNîmes, Frankreich
| Platz | Land | Stadt        | Punkte | Bemerkung |
| ----- | ---- | ------------ | ------ | --- |
| 1     | I    | Jesolo       | 41     | Die erste Runde wurde am 2. Juni 1976 im französischen Nîmes gespielt. Das Turnier fand im Amphitheater statt. Durch die Sendung führten Guy Lux und Simone Garnier. Das Thema war das Antike Rom. Äußerst knapp konnte Jesolo mit einem Punkt Vorsprung vor drei punktgleichen Mannschaften gewinnen. Trostberg hatte sich am 10. April 1976, in der deutschen Ausscheidung, am 10. April 1976 gegen Grefrath mit 14:10 durchgesetzt. |
| 2     | D    | Trostberg    | 40     | Die erste Runde wurde am 2. Juni 1976 im französischen Nîmes gespielt. Das Turnier fand im Amphitheater statt. Durch die Sendung führten Guy Lux und Simone Garnier. Das Thema war das Antike Rom. Äußerst knapp konnte Jesolo mit einem Punkt Vorsprung vor drei punktgleichen Mannschaften gewinnen. Trostberg hatte sich am 10. April 1976, in der deutschen Ausscheidung, am 10. April 1976 gegen Grefrath mit 14:10 durchgesetzt. |
|       | NL   | Pijnacker    | 40     | Die erste Runde wurde am 2. Juni 1976 im französischen Nîmes gespielt. Das Turnier fand im Amphitheater statt. Durch die Sendung führten Guy Lux und Simone Garnier. Das Thema war das Antike Rom. Äußerst knapp konnte Jesolo mit einem Punkt Vorsprung vor drei punktgleichen Mannschaften gewinnen. Trostberg hatte sich am 10. April 1976, in der deutschen Ausscheidung, am 10. April 1976 gegen Grefrath mit 14:10 durchgesetzt. |
|       | CH   | Huttwil      | 40     | Die erste Runde wurde am 2. Juni 1976 im französischen Nîmes gespielt. Das Turnier fand im Amphitheater statt. Durch die Sendung führten Guy Lux und Simone Garnier. Das Thema war das Antike Rom. Äußerst knapp konnte Jesolo mit einem Punkt Vorsprung vor drei punktgleichen Mannschaften gewinnen. Trostberg hatte sich am 10. April 1976, in der deutschen Ausscheidung, am 10. April 1976 gegen Grefrath mit 14:10 durchgesetzt. |
| 5     | F    | Nîmes        | 37     | Die erste Runde wurde am 2. Juni 1976 im französischen Nîmes gespielt. Das Turnier fand im Amphitheater statt. Durch die Sendung führten Guy Lux und Simone Garnier. Das Thema war das Antike Rom. Äußerst knapp konnte Jesolo mit einem Punkt Vorsprung vor drei punktgleichen Mannschaften gewinnen. Trostberg hatte sich am 10. April 1976, in der deutschen Ausscheidung, am 10. April 1976 gegen Grefrath mit 14:10 durchgesetzt. |
| 6     | GB   | Blackpool    | 34     | Die erste Runde wurde am 2. Juni 1976 im französischen Nîmes gespielt. Das Turnier fand im Amphitheater statt. Durch die Sendung führten Guy Lux und Simone Garnier. Das Thema war das Antike Rom. Äußerst knapp konnte Jesolo mit einem Punkt Vorsprung vor drei punktgleichen Mannschaften gewinnen. Trostberg hatte sich am 10. April 1976, in der deutschen Ausscheidung, am 10. April 1976 gegen Grefrath mit 14:10 durchgesetzt. |
| 7     | B    | Blankenberge | 26     | Die erste Runde wurde am 2. Juni 1976 im französischen Nîmes gespielt. Das Turnier fand im Amphitheater statt. Durch die Sendung führten Guy Lux und Simone Garnier. Das Thema war das Antike Rom. Äußerst knapp konnte Jesolo mit einem Punkt Vorsprung vor drei punktgleichen Mannschaften gewinnen. Trostberg hatte sich am 10. April 1976, in der deutschen Ausscheidung, am 10. April 1976 gegen Grefrath mit 14:10 durchgesetzt. |

## 2. RundeMailand-Bollate, Italien
| Platz | Land | Stadt      | Punkte | Bemerkung |
| ----- | ---- | ---------- | ------ | --- |
| 1     | CH   | Roche      | 37     | Die zweite Runde wurde am 16. Juni 1976 in Bollate ausgetragen. Präsentiert wurde der Wettkampf von Giulio Marchetti und Rosanna Vaudetti. Als Thema wurden die Tierolympiade ausgesucht. Die Schweizer Mannschaft aus Roche gewann mit einem Punkt Vorsprung vor Lippstadt und Weert. Die deutsche Qualifikation für die internationale Spielrunde hatte Lippstadt am 17. April 1976 mit einem 14:10 gegen Heidenheim erreicht. |
| 2     | D    | Lippstadt  | 36     | Die zweite Runde wurde am 16. Juni 1976 in Bollate ausgetragen. Präsentiert wurde der Wettkampf von Giulio Marchetti und Rosanna Vaudetti. Als Thema wurden die Tierolympiade ausgesucht. Die Schweizer Mannschaft aus Roche gewann mit einem Punkt Vorsprung vor Lippstadt und Weert. Die deutsche Qualifikation für die internationale Spielrunde hatte Lippstadt am 17. April 1976 mit einem 14:10 gegen Heidenheim erreicht. |
|       | NL   | Weert      | 36     | Die zweite Runde wurde am 16. Juni 1976 in Bollate ausgetragen. Präsentiert wurde der Wettkampf von Giulio Marchetti und Rosanna Vaudetti. Als Thema wurden die Tierolympiade ausgesucht. Die Schweizer Mannschaft aus Roche gewann mit einem Punkt Vorsprung vor Lippstadt und Weert. Die deutsche Qualifikation für die internationale Spielrunde hatte Lippstadt am 17. April 1976 mit einem 14:10 gegen Heidenheim erreicht. |
| 4     | B    | Schaerbeek | 34     | Die zweite Runde wurde am 16. Juni 1976 in Bollate ausgetragen. Präsentiert wurde der Wettkampf von Giulio Marchetti und Rosanna Vaudetti. Als Thema wurden die Tierolympiade ausgesucht. Die Schweizer Mannschaft aus Roche gewann mit einem Punkt Vorsprung vor Lippstadt und Weert. Die deutsche Qualifikation für die internationale Spielrunde hatte Lippstadt am 17. April 1976 mit einem 14:10 gegen Heidenheim erreicht. |
| 5     | F    | Toulon     | 29     | Die zweite Runde wurde am 16. Juni 1976 in Bollate ausgetragen. Präsentiert wurde der Wettkampf von Giulio Marchetti und Rosanna Vaudetti. Als Thema wurden die Tierolympiade ausgesucht. Die Schweizer Mannschaft aus Roche gewann mit einem Punkt Vorsprung vor Lippstadt und Weert. Die deutsche Qualifikation für die internationale Spielrunde hatte Lippstadt am 17. April 1976 mit einem 14:10 gegen Heidenheim erreicht. |
| 6     | I    | Bollate    | 26     | Die zweite Runde wurde am 16. Juni 1976 in Bollate ausgetragen. Präsentiert wurde der Wettkampf von Giulio Marchetti und Rosanna Vaudetti. Als Thema wurden die Tierolympiade ausgesucht. Die Schweizer Mannschaft aus Roche gewann mit einem Punkt Vorsprung vor Lippstadt und Weert. Die deutsche Qualifikation für die internationale Spielrunde hatte Lippstadt am 17. April 1976 mit einem 14:10 gegen Heidenheim erreicht. |
| 6     | GB   | Tamworth   | 26     | Die zweite Runde wurde am 16. Juni 1976 in Bollate ausgetragen. Präsentiert wurde der Wettkampf von Giulio Marchetti und Rosanna Vaudetti. Als Thema wurden die Tierolympiade ausgesucht. Die Schweizer Mannschaft aus Roche gewann mit einem Punkt Vorsprung vor Lippstadt und Weert. Die deutsche Qualifikation für die internationale Spielrunde hatte Lippstadt am 17. April 1976 mit einem 14:10 gegen Heidenheim erreicht. |

## 3. RundeCaslano, Schweiz
| Platz | Land | Stadt           | Punkte | Bemerkung |
| ----- | ---- | --------------- | ------ | --- |
| 1     | GB   | Newbury         | 46     | Die Dritte Runde fand am 30. Juni 1976 fanden im schweizerischen Caslano, zum Thema Feiertage, statt. Präsentiert von Ezio Guidi und Mascia Cantoni. Birkenfeld, das auswärts am 24. April 1976 gegen Weener 15:8 gewonnen hat und sich so qualifiziert hatte, wurde Fünfter, was das schlechteste Ergebnis einer deutschen Mannschaft 1976 war. |
| 2     | CH   | Caslano         | 43     | Die Dritte Runde fand am 30. Juni 1976 fanden im schweizerischen Caslano, zum Thema Feiertage, statt. Präsentiert von Ezio Guidi und Mascia Cantoni. Birkenfeld, das auswärts am 24. April 1976 gegen Weener 15:8 gewonnen hat und sich so qualifiziert hatte, wurde Fünfter, was das schlechteste Ergebnis einer deutschen Mannschaft 1976 war. |
| 3     | F    | Arbois          | 36     | Die Dritte Runde fand am 30. Juni 1976 fanden im schweizerischen Caslano, zum Thema Feiertage, statt. Präsentiert von Ezio Guidi und Mascia Cantoni. Birkenfeld, das auswärts am 24. April 1976 gegen Weener 15:8 gewonnen hat und sich so qualifiziert hatte, wurde Fünfter, was das schlechteste Ergebnis einer deutschen Mannschaft 1976 war. |
| 4     | I    | Amalfi          | 33     | Die Dritte Runde fand am 30. Juni 1976 fanden im schweizerischen Caslano, zum Thema Feiertage, statt. Präsentiert von Ezio Guidi und Mascia Cantoni. Birkenfeld, das auswärts am 24. April 1976 gegen Weener 15:8 gewonnen hat und sich so qualifiziert hatte, wurde Fünfter, was das schlechteste Ergebnis einer deutschen Mannschaft 1976 war. |
| 5     | D    | Birkenfeld      | 32     | Die Dritte Runde fand am 30. Juni 1976 fanden im schweizerischen Caslano, zum Thema Feiertage, statt. Präsentiert von Ezio Guidi und Mascia Cantoni. Birkenfeld, das auswärts am 24. April 1976 gegen Weener 15:8 gewonnen hat und sich so qualifiziert hatte, wurde Fünfter, was das schlechteste Ergebnis einer deutschen Mannschaft 1976 war. |
| 6     | B    | Wezembeek-Oppem | 31     | Die Dritte Runde fand am 30. Juni 1976 fanden im schweizerischen Caslano, zum Thema Feiertage, statt. Präsentiert von Ezio Guidi und Mascia Cantoni. Birkenfeld, das auswärts am 24. April 1976 gegen Weener 15:8 gewonnen hat und sich so qualifiziert hatte, wurde Fünfter, was das schlechteste Ergebnis einer deutschen Mannschaft 1976 war. |
| 7     | NL   | Zutphen         | 24     | Die Dritte Runde fand am 30. Juni 1976 fanden im schweizerischen Caslano, zum Thema Feiertage, statt. Präsentiert von Ezio Guidi und Mascia Cantoni. Birkenfeld, das auswärts am 24. April 1976 gegen Weener 15:8 gewonnen hat und sich so qualifiziert hatte, wurde Fünfter, was das schlechteste Ergebnis einer deutschen Mannschaft 1976 war. |

## 4. RundeLeeds, Großbritannien
| Platz | Land | Stadt                  | Punkte | Bemerkung |
| ----- | ---- | ---------------------- | ------ | --- |
| 1     | GB   | Kirklees               | 45     | Am 14. Juli 1976 fand im Roundhay Park in Leeds die 4. Runde statt. Präsentiert wurde diese Sendung von Stuart Hall und Eddie Waring zum Thema Nutztiere. Traunstein, das sich am 8. Mai 1976 im deutschen Duell gegen Wunsiedel mit 15:9 durchsetzt hat, wurde Zweiter. Die Schweizer Mannschaft aus Füllinsdorf wurde Vierter. Riva del Garda hatte die Generalprobe gewonnen und wurde aber am Spiel nur Letzter. |
| 2     | D    | Traunstein             | 41     | Am 14. Juli 1976 fand im Roundhay Park in Leeds die 4. Runde statt. Präsentiert wurde diese Sendung von Stuart Hall und Eddie Waring zum Thema Nutztiere. Traunstein, das sich am 8. Mai 1976 im deutschen Duell gegen Wunsiedel mit 15:9 durchsetzt hat, wurde Zweiter. Die Schweizer Mannschaft aus Füllinsdorf wurde Vierter. Riva del Garda hatte die Generalprobe gewonnen und wurde aber am Spiel nur Letzter. |
| 3     | NL   | Oldekerk               | 38     | Am 14. Juli 1976 fand im Roundhay Park in Leeds die 4. Runde statt. Präsentiert wurde diese Sendung von Stuart Hall und Eddie Waring zum Thema Nutztiere. Traunstein, das sich am 8. Mai 1976 im deutschen Duell gegen Wunsiedel mit 15:9 durchsetzt hat, wurde Zweiter. Die Schweizer Mannschaft aus Füllinsdorf wurde Vierter. Riva del Garda hatte die Generalprobe gewonnen und wurde aber am Spiel nur Letzter. |
| 4     | CH   | Füllinsdorf            | 32     | Am 14. Juli 1976 fand im Roundhay Park in Leeds die 4. Runde statt. Präsentiert wurde diese Sendung von Stuart Hall und Eddie Waring zum Thema Nutztiere. Traunstein, das sich am 8. Mai 1976 im deutschen Duell gegen Wunsiedel mit 15:9 durchsetzt hat, wurde Zweiter. Die Schweizer Mannschaft aus Füllinsdorf wurde Vierter. Riva del Garda hatte die Generalprobe gewonnen und wurde aber am Spiel nur Letzter. |
| 5     | F    | Villefranche-sur-Saône | 25     | Am 14. Juli 1976 fand im Roundhay Park in Leeds die 4. Runde statt. Präsentiert wurde diese Sendung von Stuart Hall und Eddie Waring zum Thema Nutztiere. Traunstein, das sich am 8. Mai 1976 im deutschen Duell gegen Wunsiedel mit 15:9 durchsetzt hat, wurde Zweiter. Die Schweizer Mannschaft aus Füllinsdorf wurde Vierter. Riva del Garda hatte die Generalprobe gewonnen und wurde aber am Spiel nur Letzter. |
| 7     | B    | Tournai                | 24     | Am 14. Juli 1976 fand im Roundhay Park in Leeds die 4. Runde statt. Präsentiert wurde diese Sendung von Stuart Hall und Eddie Waring zum Thema Nutztiere. Traunstein, das sich am 8. Mai 1976 im deutschen Duell gegen Wunsiedel mit 15:9 durchsetzt hat, wurde Zweiter. Die Schweizer Mannschaft aus Füllinsdorf wurde Vierter. Riva del Garda hatte die Generalprobe gewonnen und wurde aber am Spiel nur Letzter. |
| 6     | I    | Riva del Garda         | 23     | Am 14. Juli 1976 fand im Roundhay Park in Leeds die 4. Runde statt. Präsentiert wurde diese Sendung von Stuart Hall und Eddie Waring zum Thema Nutztiere. Traunstein, das sich am 8. Mai 1976 im deutschen Duell gegen Wunsiedel mit 15:9 durchsetzt hat, wurde Zweiter. Die Schweizer Mannschaft aus Füllinsdorf wurde Vierter. Riva del Garda hatte die Generalprobe gewonnen und wurde aber am Spiel nur Letzter. |

## 5. RundeLüttich, Belgien
| Platz | Land | Stadt         | Punkte | Bemerkung |
| ----- | ---- | ------------- | ------ | --- |
| 1     | CH   | La Neuveville | 45     | Am 11. August 1976 war Lüttich der Gastgeber. Paule Herreman und Michel Lemaire begleiteten die Spielrunden zum Thema Tour de France. Die Schweizer Mannschaft hat diese Runde klar gewonnen und sich für das Finale qualifiziert. Bad Füssing wurde Vierter. In der internen, deutschen Qualifikation, spielte Bad Füssing gegen Ettlingen 12:12. Da sich beide Mannschaften mit dieser Punktzahl für die Internationalen Spielen qualifiziert haben, wurde das Spiel unentschieden gewertet. Das Tiebreakspiel diente nur noch zum Zweck, wer wohin geht. Bad Füssing gewann das Seilziehen mit 2:0 und ging nach Lüttich. Ettlingen nach Groningen. |
| 2     | NL   | Hilvarenbeek  | 40     | Am 11. August 1976 war Lüttich der Gastgeber. Paule Herreman und Michel Lemaire begleiteten die Spielrunden zum Thema Tour de France. Die Schweizer Mannschaft hat diese Runde klar gewonnen und sich für das Finale qualifiziert. Bad Füssing wurde Vierter. In der internen, deutschen Qualifikation, spielte Bad Füssing gegen Ettlingen 12:12. Da sich beide Mannschaften mit dieser Punktzahl für die Internationalen Spielen qualifiziert haben, wurde das Spiel unentschieden gewertet. Das Tiebreakspiel diente nur noch zum Zweck, wer wohin geht. Bad Füssing gewann das Seilziehen mit 2:0 und ging nach Lüttich. Ettlingen nach Groningen. |
| 3     | B    | Lüttich       | 36     | Am 11. August 1976 war Lüttich der Gastgeber. Paule Herreman und Michel Lemaire begleiteten die Spielrunden zum Thema Tour de France. Die Schweizer Mannschaft hat diese Runde klar gewonnen und sich für das Finale qualifiziert. Bad Füssing wurde Vierter. In der internen, deutschen Qualifikation, spielte Bad Füssing gegen Ettlingen 12:12. Da sich beide Mannschaften mit dieser Punktzahl für die Internationalen Spielen qualifiziert haben, wurde das Spiel unentschieden gewertet. Das Tiebreakspiel diente nur noch zum Zweck, wer wohin geht. Bad Füssing gewann das Seilziehen mit 2:0 und ging nach Lüttich. Ettlingen nach Groningen. |
| 4     | D    | Bad Füssing   | 33     | Am 11. August 1976 war Lüttich der Gastgeber. Paule Herreman und Michel Lemaire begleiteten die Spielrunden zum Thema Tour de France. Die Schweizer Mannschaft hat diese Runde klar gewonnen und sich für das Finale qualifiziert. Bad Füssing wurde Vierter. In der internen, deutschen Qualifikation, spielte Bad Füssing gegen Ettlingen 12:12. Da sich beide Mannschaften mit dieser Punktzahl für die Internationalen Spielen qualifiziert haben, wurde das Spiel unentschieden gewertet. Das Tiebreakspiel diente nur noch zum Zweck, wer wohin geht. Bad Füssing gewann das Seilziehen mit 2:0 und ging nach Lüttich. Ettlingen nach Groningen. |
| 5     | F    | Agen          | 31     | Am 11. August 1976 war Lüttich der Gastgeber. Paule Herreman und Michel Lemaire begleiteten die Spielrunden zum Thema Tour de France. Die Schweizer Mannschaft hat diese Runde klar gewonnen und sich für das Finale qualifiziert. Bad Füssing wurde Vierter. In der internen, deutschen Qualifikation, spielte Bad Füssing gegen Ettlingen 12:12. Da sich beide Mannschaften mit dieser Punktzahl für die Internationalen Spielen qualifiziert haben, wurde das Spiel unentschieden gewertet. Das Tiebreakspiel diente nur noch zum Zweck, wer wohin geht. Bad Füssing gewann das Seilziehen mit 2:0 und ging nach Lüttich. Ettlingen nach Groningen. |
| 6     | GB   | Thurrock      | 30     | Am 11. August 1976 war Lüttich der Gastgeber. Paule Herreman und Michel Lemaire begleiteten die Spielrunden zum Thema Tour de France. Die Schweizer Mannschaft hat diese Runde klar gewonnen und sich für das Finale qualifiziert. Bad Füssing wurde Vierter. In der internen, deutschen Qualifikation, spielte Bad Füssing gegen Ettlingen 12:12. Da sich beide Mannschaften mit dieser Punktzahl für die Internationalen Spielen qualifiziert haben, wurde das Spiel unentschieden gewertet. Das Tiebreakspiel diente nur noch zum Zweck, wer wohin geht. Bad Füssing gewann das Seilziehen mit 2:0 und ging nach Lüttich. Ettlingen nach Groningen. |
| 7     | I    | Perugia       | 22     | Am 11. August 1976 war Lüttich der Gastgeber. Paule Herreman und Michel Lemaire begleiteten die Spielrunden zum Thema Tour de France. Die Schweizer Mannschaft hat diese Runde klar gewonnen und sich für das Finale qualifiziert. Bad Füssing wurde Vierter. In der internen, deutschen Qualifikation, spielte Bad Füssing gegen Ettlingen 12:12. Da sich beide Mannschaften mit dieser Punktzahl für die Internationalen Spielen qualifiziert haben, wurde das Spiel unentschieden gewertet. Das Tiebreakspiel diente nur noch zum Zweck, wer wohin geht. Bad Füssing gewann das Seilziehen mit 2:0 und ging nach Lüttich. Ettlingen nach Groningen. |

## 6. RundeBad Mergentheim, Deutschland
| Platz | Land | Stadt      | Punkte | Bemerkung |
| ----- | ---- | ---------- | ------ | --- |
| 1     | B    | Geel       | 46     | Am 25. August 1976 war das Schloss von Bad Mergentheim Austragungsort von Spiel ohne Grenzen. Das Thema dieser Runde waren die neun Phasen des Lebens. Durch die Runden führten Erhard Keller und Manfred Erdenberger. Alsfeld, das Bad Mergentheim am 1. Mai 1976, in der deutschen Ausscheidung mit 12:10 besiegt hatte, wurde Zweiter mit der hohen Punktzahl 45. |
| 2     | D    | Alsfeld    | 45     | Am 25. August 1976 war das Schloss von Bad Mergentheim Austragungsort von Spiel ohne Grenzen. Das Thema dieser Runde waren die neun Phasen des Lebens. Durch die Runden führten Erhard Keller und Manfred Erdenberger. Alsfeld, das Bad Mergentheim am 1. Mai 1976, in der deutschen Ausscheidung mit 12:10 besiegt hatte, wurde Zweiter mit der hohen Punktzahl 45. |
| 3     | GB   | Redcar     | 34     | Am 25. August 1976 war das Schloss von Bad Mergentheim Austragungsort von Spiel ohne Grenzen. Das Thema dieser Runde waren die neun Phasen des Lebens. Durch die Runden führten Erhard Keller und Manfred Erdenberger. Alsfeld, das Bad Mergentheim am 1. Mai 1976, in der deutschen Ausscheidung mit 12:10 besiegt hatte, wurde Zweiter mit der hohen Punktzahl 45. |
| 4     | CH   | Brissago   | 31     | Am 25. August 1976 war das Schloss von Bad Mergentheim Austragungsort von Spiel ohne Grenzen. Das Thema dieser Runde waren die neun Phasen des Lebens. Durch die Runden führten Erhard Keller und Manfred Erdenberger. Alsfeld, das Bad Mergentheim am 1. Mai 1976, in der deutschen Ausscheidung mit 12:10 besiegt hatte, wurde Zweiter mit der hohen Punktzahl 45. |
| 5     | F    | Douai      | 29     | Am 25. August 1976 war das Schloss von Bad Mergentheim Austragungsort von Spiel ohne Grenzen. Das Thema dieser Runde waren die neun Phasen des Lebens. Durch die Runden führten Erhard Keller und Manfred Erdenberger. Alsfeld, das Bad Mergentheim am 1. Mai 1976, in der deutschen Ausscheidung mit 12:10 besiegt hatte, wurde Zweiter mit der hohen Punktzahl 45. |
| 6     | I    | Milazzo    | 25     | Am 25. August 1976 war das Schloss von Bad Mergentheim Austragungsort von Spiel ohne Grenzen. Das Thema dieser Runde waren die neun Phasen des Lebens. Durch die Runden führten Erhard Keller und Manfred Erdenberger. Alsfeld, das Bad Mergentheim am 1. Mai 1976, in der deutschen Ausscheidung mit 12:10 besiegt hatte, wurde Zweiter mit der hohen Punktzahl 45. |
| 7     | NL   | Valkenisse | 24     | Am 25. August 1976 war das Schloss von Bad Mergentheim Austragungsort von Spiel ohne Grenzen. Das Thema dieser Runde waren die neun Phasen des Lebens. Durch die Runden führten Erhard Keller und Manfred Erdenberger. Alsfeld, das Bad Mergentheim am 1. Mai 1976, in der deutschen Ausscheidung mit 12:10 besiegt hatte, wurde Zweiter mit der hohen Punktzahl 45. |

## 7. RundeGroningen, Niederlande
| Platz | Land | Stadt         | Punkte | Bemerkung |
| ----- | ---- | ------------- | ------ | --- |
| 1     | D    | Ettlingen     | 42     | Am 8. September 1976 war die siebte und letzte Austragung vor dem Finale in Groningen zu Gast. Präsentiert von Barend Barendse und Dick Passchier wurde das Thema Zoll gewählt. Ettlingen gewann und konnte sich so für das Finale qualifizieren. Die Schweiz gab ihren Platz einmalig an das Fürstentum Liechtenstein ab. Die mit ihrem Länderkürzel FL angetreten sind. Am Ende reichte es für Platz vier. |
| 2     | GB   | Edinburgh     | 37     | Am 8. September 1976 war die siebte und letzte Austragung vor dem Finale in Groningen zu Gast. Präsentiert von Barend Barendse und Dick Passchier wurde das Thema Zoll gewählt. Ettlingen gewann und konnte sich so für das Finale qualifizieren. Die Schweiz gab ihren Platz einmalig an das Fürstentum Liechtenstein ab. Die mit ihrem Länderkürzel FL angetreten sind. Am Ende reichte es für Platz vier. |
| 3     | NL   | Groningen     | 35     | Am 8. September 1976 war die siebte und letzte Austragung vor dem Finale in Groningen zu Gast. Präsentiert von Barend Barendse und Dick Passchier wurde das Thema Zoll gewählt. Ettlingen gewann und konnte sich so für das Finale qualifizieren. Die Schweiz gab ihren Platz einmalig an das Fürstentum Liechtenstein ab. Die mit ihrem Länderkürzel FL angetreten sind. Am Ende reichte es für Platz vier. |
| 4     | FL   | Liechtenstein | 34     | Am 8. September 1976 war die siebte und letzte Austragung vor dem Finale in Groningen zu Gast. Präsentiert von Barend Barendse und Dick Passchier wurde das Thema Zoll gewählt. Ettlingen gewann und konnte sich so für das Finale qualifizieren. Die Schweiz gab ihren Platz einmalig an das Fürstentum Liechtenstein ab. Die mit ihrem Länderkürzel FL angetreten sind. Am Ende reichte es für Platz vier. |
| 5     | F    | Saint-Gaudens | 32     | Am 8. September 1976 war die siebte und letzte Austragung vor dem Finale in Groningen zu Gast. Präsentiert von Barend Barendse und Dick Passchier wurde das Thema Zoll gewählt. Ettlingen gewann und konnte sich so für das Finale qualifizieren. Die Schweiz gab ihren Platz einmalig an das Fürstentum Liechtenstein ab. Die mit ihrem Länderkürzel FL angetreten sind. Am Ende reichte es für Platz vier. |
| 6     | B    | Aalter        | 29     | Am 8. September 1976 war die siebte und letzte Austragung vor dem Finale in Groningen zu Gast. Präsentiert von Barend Barendse und Dick Passchier wurde das Thema Zoll gewählt. Ettlingen gewann und konnte sich so für das Finale qualifizieren. Die Schweiz gab ihren Platz einmalig an das Fürstentum Liechtenstein ab. Die mit ihrem Länderkürzel FL angetreten sind. Am Ende reichte es für Platz vier. |
| 7     | I    | Silvi Marina  | 21     | Am 8. September 1976 war die siebte und letzte Austragung vor dem Finale in Groningen zu Gast. Präsentiert von Barend Barendse und Dick Passchier wurde das Thema Zoll gewählt. Ettlingen gewann und konnte sich so für das Finale qualifizieren. Die Schweiz gab ihren Platz einmalig an das Fürstentum Liechtenstein ab. Die mit ihrem Länderkürzel FL angetreten sind. Am Ende reichte es für Platz vier. |

## Finale
Das Finale fand in Blackpool, Großbritannien, statt. Folgenden Mannschaften haben sich für das Finale qualifiziert:
| Land | Stadt         | Platzierung | Punkte |
| ---- | ------------- | ----------- | ------ |
| GB   | Newbury       | 1           | 46     |
| B    | Geel          | 1           | 46     |
| CH   | La Neuveville | 1           | 45     |
| D    | Ettlingen     | 1           | 42     |
| I    | Jesolo        | 1           | 41     |
| NL   | Hilvarenbeek  | 2           | 40     |
| F    | Arbois        | 3           | 36     |

| Platz | Land | Stadt         | Punkte | Bemerkung |
| ----- | ---- | ------------- | ------ | --- |
| 1     | D    | Ettlingen     | 52     | Am 22. September 1976 fand das Finale in Blackpool statt. Als Thema wurden Geschichten und Legenden gewählt. Mit einem Vorsprung von 11 Punkten hat Ettlingen vor dem Schweizer Vertreter aus La Neuveville dieses Finale gewonnen. Ettlingen holte von 56 möglichen Punkten 52, was einer Erfolgsquote von 92,85 % entspricht. |
| 2     | CH   | La Neuveville | 41     | Am 22. September 1976 fand das Finale in Blackpool statt. Als Thema wurden Geschichten und Legenden gewählt. Mit einem Vorsprung von 11 Punkten hat Ettlingen vor dem Schweizer Vertreter aus La Neuveville dieses Finale gewonnen. Ettlingen holte von 56 möglichen Punkten 52, was einer Erfolgsquote von 92,85 % entspricht. |
| 3     | B    | Geel          | 40     | Am 22. September 1976 fand das Finale in Blackpool statt. Als Thema wurden Geschichten und Legenden gewählt. Mit einem Vorsprung von 11 Punkten hat Ettlingen vor dem Schweizer Vertreter aus La Neuveville dieses Finale gewonnen. Ettlingen holte von 56 möglichen Punkten 52, was einer Erfolgsquote von 92,85 % entspricht. |
| 4     | F    | Arbois        | 33     | Am 22. September 1976 fand das Finale in Blackpool statt. Als Thema wurden Geschichten und Legenden gewählt. Mit einem Vorsprung von 11 Punkten hat Ettlingen vor dem Schweizer Vertreter aus La Neuveville dieses Finale gewonnen. Ettlingen holte von 56 möglichen Punkten 52, was einer Erfolgsquote von 92,85 % entspricht. |
| 5     | GB   | Newbury       | 27     | Am 22. September 1976 fand das Finale in Blackpool statt. Als Thema wurden Geschichten und Legenden gewählt. Mit einem Vorsprung von 11 Punkten hat Ettlingen vor dem Schweizer Vertreter aus La Neuveville dieses Finale gewonnen. Ettlingen holte von 56 möglichen Punkten 52, was einer Erfolgsquote von 92,85 % entspricht. |
| 6     | NL   | Hilvarenbeek  | 21     | Am 22. September 1976 fand das Finale in Blackpool statt. Als Thema wurden Geschichten und Legenden gewählt. Mit einem Vorsprung von 11 Punkten hat Ettlingen vor dem Schweizer Vertreter aus La Neuveville dieses Finale gewonnen. Ettlingen holte von 56 möglichen Punkten 52, was einer Erfolgsquote von 92,85 % entspricht. |
| 7     | I    | Jesolo        | 18     | Am 22. September 1976 fand das Finale in Blackpool statt. Als Thema wurden Geschichten und Legenden gewählt. Mit einem Vorsprung von 11 Punkten hat Ettlingen vor dem Schweizer Vertreter aus La Neuveville dieses Finale gewonnen. Ettlingen holte von 56 möglichen Punkten 52, was einer Erfolgsquote von 92,85 % entspricht. |

Im gesamten Jahr 1976 haben die deutschen Mannschaften zwei Siege erreicht. Genauso wie die Briten und die Schweizer. In die Tabelle sind auch die Punkte von Liechtenstein enthalten, die die Schweizer in Runde 7 ersetzten. Italien landete viermal auf dem letzten Platz. Immerhin konnten sie die erste Runde gewinnen. Die Niederlande war zweimal Letzter
| # | Land                    | Gold | Silber | Bronze | Gesamtpunktzahl |
| - | ----------------------- | ---- | ------ | ------ | --------------- |
| 1 | Deutschland             | 2    | 4      | 0      | 321             |
| 2 | Schweiz + Liechtenstein | 2    | 3      | 0      | 303             |
| 3 | Vereinigtes Königreich  | 2    | 2      | 0      | 279             |
| 4 | Belgien                 | 1    | 2      | 0      | 266             |
| 5 | Niederlande             | 0    | 3      | 2      | 258             |
| 6 | Frankreich              | 0    | 0      | 1      | 252             |
| 7 | Italien                 | 1    | 0      | 0      | 209             |